# شون غراهام (سياسي)
شون غراهام هو سياسي كندي، ولد في 22 فبراير 1968 في ريكستون في كندا. نشط حزبياً في الجمعية الليبرالية لنيو برونزويك ‏. وقد انتخب عضو الجمعية التشريعية لنيو برونزويك ‏ عن دائرة Kent (New Brunswick provincial electoral district, 1994–2013) ‏ (19 أكتوبر 1998 – 11 مارس 2013) وانتخب Premier of New Brunswick ‏ (3 أكتوبر 2006 – 12 أكتوبر 2010).